# XV з'їзд ВКП(б)
П'ятнадцятий з'їзд Всесоюзної комуністичної партії (більшовиків) відбувався у Москві з 2 до 19 грудня 1927 року.
На з'їзді були присутні 1669 делегатів, із них 898 з вирішальним голосом, 771 — із нарадчим голосом.

## Порядок денний

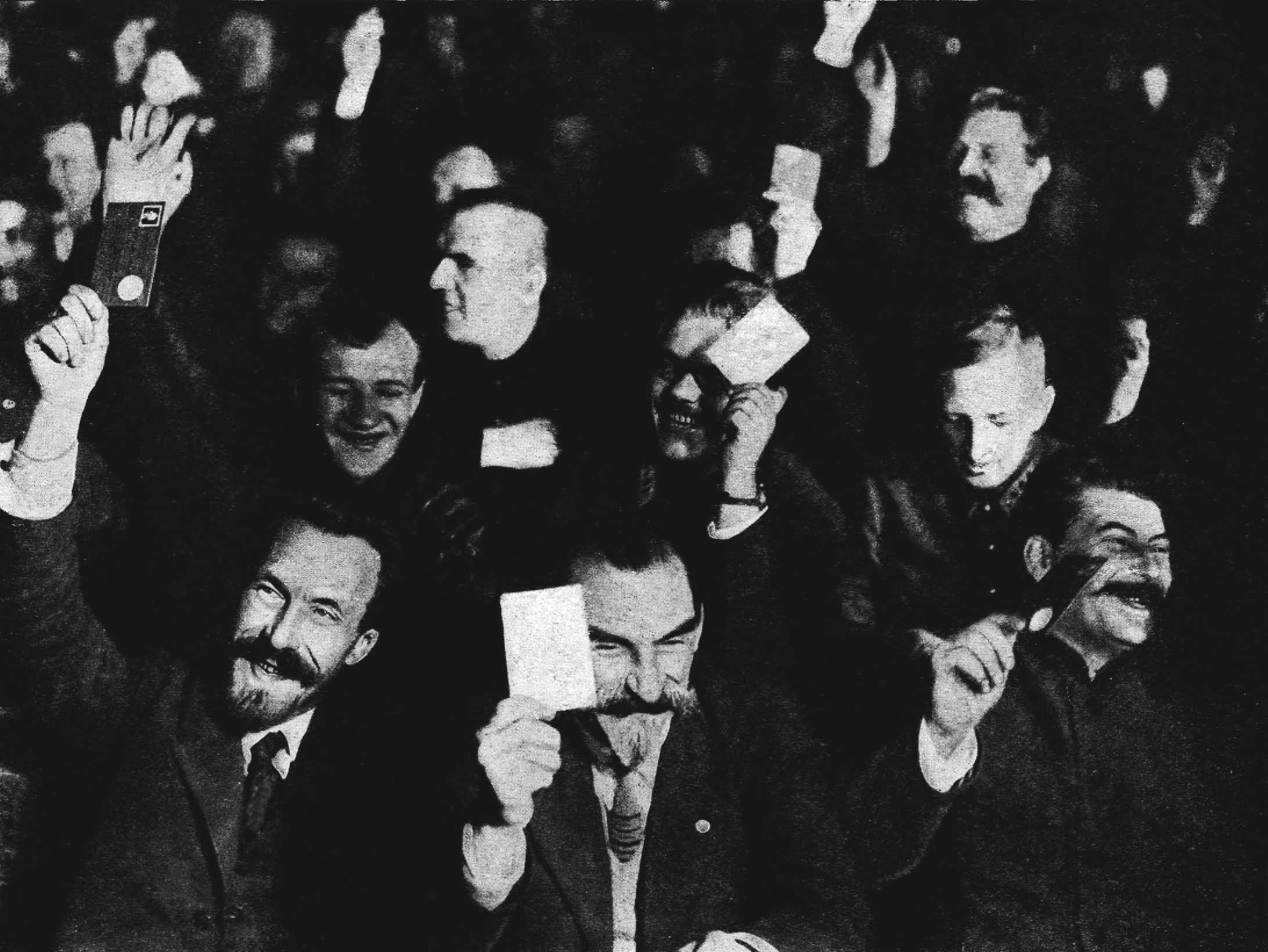
XV з'їзд ВКП(б). На передньому плані (зліва направо) Риков, Скрипник, Сталін

- 1. Політичний звіт ЦК (Йосип Сталін)[1]
- 2. Організаційний звіт ЦК (Станіслав Косіор)
- 3. Звіт Центральної ревізійної комісії (Дмитро Курський)
- 4. Звіт ЦКК — РКВ (Григорій Орджонікідзе)
- 5. Звіт делегації ВКП(б) в Комінтерні (Микола Бухарін)
- 6. Директиви зі складання п'ятирічного плану розвитку народного господарства (Олексій Риков)
- 7. Про працю на селі (В'ячеслав Молотов)
- 8. Вибори центральних установ

## Прийняті документи
- Директиви зі складання першого п'ятирічного плану розвитку народного господарства СРСР
- Резолюція «Про працю на селі»
- Рішення про створення апаратів ЦК ВКП(б), губкомів, обкомів та окружкомів відділів з праці на селі
- Резолюція «Про опозицію»

## Основні підсумки з'їзду
- В частині економіки:
  - Затверджено директиви зі складання першого п'ятирічного плану розвитку народного господарства
  - Прийнято план колективізації
- В частині боротьби з опозицією:
  - Підбито підсумки боротьби з троцькізмом (троцькістсько-зинов'євський антипартійний блок).

З'їзд ухвалив рішення об'єднаних зборів ЦК й ЦКК про виключення з партії Льва Троцького, Григорія Зинов'єва та інших.

## На з'їзді обрано
- Центральний Комітет: 71 член, 50 кандидатів у члени ЦК
- Центральна ревізійна комісія: 9 членів
- Центральна контрольна комісія: 195 члени

### Персональний склад членів Центрального КомітетуВКП(б), обраний з'їздом
1. Акулов Іван Олексійович (1888–1937)
2. Андреєв Андрій Андрійович (1895–1971)
3. Антипов Микола Кирилович (1894–1938)
4. Артюхіна Олександра Василівна (1889–1969)
5. Бадаєв Олексій Єгорович (1883–1951)
6. Бауман Карл Янович (1892–1937)
7. Бубнов Андрій Сергійович (1884–1938)
8. Бухарін Микола Іванович (1888–1938)
9. Ворошилов Климент Єфремович (1881–1969)
10. Гамарник Ян Борисович (1894–1937)
11. Голощокін Пилип Ісайович (1897–1941)
12. Догадов Олександр Іванович (1888–1937)
13. Жуков Іван Павлович (1889–1937)
14. Зеленський Ісаак Абрамович (1890–1938)
15. Кабаков Іван Дмитрович (1891–1937)
16. Каганович Лазар Мойсейович (1893–1991)
17. Калінін Михайло Іванович (1875–1946)
18. Квірінг Еммануїл Йонович (1888–1937)
19. Кіркіж Купріян Осипович (1888–1932)
20. Кіров Сергій Миронович (1886–1934)
21. Кнорін Вільгельм Георгійович (1890–1938)
22. Колотилов Микола Миколайович (1885–1937)
23. Комаров Микола Павлович(1886–1937)
24. Косіор Йосип Вікентійович (1893–1937)
25. Косіор Станіслав Вікентійович (1889–1939)
26. Котов Василь Опанасович (1885–1937)
27. Кржижановський Гліб Максиміліанович (1872–1959)
28. Крупська Надія Костянтинівна (1869–1939)
29. Кубяк Микола Опанасович (1881–1937)
30. Куйбишев Валеріан Володимирович (1888–1935)
31. Куликов Єгор Федорович (1891–1943)
32. Лепсе Іван Іванович (1889–1929)
33. Лобов Семен Семенович (1888–1937)
34. Ломов (Оппоков) Георгій Іполитович (1888–1937)
35. Любимов Ісидор Євстигнійович (1882–1937)
36. Мануїльський Дмитро Захарович (1883–1959)
37. Медведєв Олексій Васильович (1884–1937)
38. Менжинський В'ячеслав Рудольфович (1874–1934)
39. Мікоян Анастас Іванович (1895–1978)
40. Михайлов Василь Михайлович (1894–1937)
41. Молотов В'ячеслав Михайлович (1890–1986)
42. Москвін Іван Михайлович (1890–1937)
43. Орахелашвілі Іван Дмитрович (1881–1937)
44. Петровський Григорій Іванович (1878–1958)
45. Постишев Павло Петрович (1887–1939)
46. П'ятницький Йосип Аронович (1882–1938)
47. Риков Олексій Іванович (1881–1938)
48. Рудзутак Ян Ернестович (1887–1938)
49. Румянцев Іван Петрович (1886–1937)
50. Рухимович Мойсей Львович (1889–1938)
51. Сирцов Сергій Іванович (1893–1937)
52. Скрипник Микола Олексійович (1872–1933)
53. Смирнов Олександр Петрович (1878–1938)
54. Сокольников Григорій Якович (1888–1939)
55. Сталін Йосип Віссаріонович (1878–1953)
56. Скворцов-Степанов Іван Іванович (1870–1928)
57. Стецький Олексій Іванович (1896–1938)
58. Стрієвський Костянтин Костянтинович (1885–1938)
59. Сулімов Данило Єгорович (1890–1937)
60. Толоконцев Олександр Федорович (1889–1937)
61. Томський Михайло Павлович (1880–1936)
62. Угаров Федір Якович (1885–1932)
63. Угланов Микола Олександрович (1886–1937)
64. Уханов Костянтин Васильович (1891–1937)
65. Цюрупа Олександр Дмитрович (1870–1928)
66. Чичерін Георгій Васильович (1872–1936)
67. Чубар Влас Якович (1891–1939)
68. Чудов Михайло Семенович (1893–1937)
69. Шварц Ісаак Ізраїлевич (1879–1951)
70. Шверник Микола Михайлович (1888–1970)
71. Шмідт Василь Володимирович (1886–1938)

Персональний склад кандидатів у члени Центрального Комітету ВКП(б), обраний з'їздом:
1. Алексєєв Петро Олексійович
2. Анцелович Наум Маркович
3. Баранов Петро Йонович
4. Брюханов Микола Павлович
5. Варейкіс Йосип Михайлович
6. Гей Костянтин Веніамінович
7. Грядинський Федір Павлович
8. Ейхе Роберт Індрикович
9. Еліава Шалва Зурабович
10. Жданов Андрій Олександрович
11. Іванов Володимир Іванович
12. Ікрамов Акмаль Ікрамович
13. Калигіна Ганна Степанівна
14. Камінський Григорій Наумович
15. Кисельов Олексій Семенович
16. Клименко Іван Євдокимович
17. Кодацький Іван Федорович
18. Колгушкін Філімон Тимофійович
19. Кондратьєв Тарас Кіндратович
20. Криницький Олександр Іванович
21. Леонов Федір Григорович
22. Лозовський Соломон Абрамович
23. Локацков Пилип Іванович
24. Ломінадзе Віссаріон Віссаріонович
25. Марков Олександр Трохимович
26. Межлаук Валерій Іванович
27. Мельничанський Григорій Натанович
28. Михайлов-Іванов Михайло Сильвестрович
29. Мірзоян Левон Ісайович
30. Мусабеков Газанфар Махмуд-огли
31. Ніколаєва Клавдія Іванівна
32. Носов Іван Петрович
33. Осінський Н. (Оболенський Валеріан Валеріанович)
34. Ошвінцев Михайло Костянтинович
35. Полонський Володимир Іванович
36. Риндін Кузьма Васильович
37. Румянцев Костянтин Андрійович
38. Рютін Мартем'ян Микитович
39. Семенов Борис Олександрович
40. Серебровський Олександр Павлович
41. Соболєв Сергій Михайлович
42. Строганов Василь Андрійович
43. Сухомлин Кирило Васильович
44. Уншліхт Йосип Станіславович
45. Уриваєв Михайло Єгорович
46. Хатаєвич Мендель Маркович
47. Ціхон Антон Михайлович
48. Чаплін Микола Павлович
49. Чувирін Михайло Євдокимович
50. Чуцкаєв Сергій Єгорович

Персональний склад членів Центральної Ревізійної Комісії ВКП(б), обраний з'їздом:
1. Бикін Яків Борисович
2. Богданов Петро Олексійович
3. Владимирський Михайло Федорович
4. Лепа Альфред Карлович
5. Лядов Мартин Миколайович
6. Рябінін Євген Іванович
7. Рябов Олександр Миколайович
8. Степанов Сергій Іванович
9. Юревич Едуард Іванович

Персональний склад членів Центральної контрольної комісії ВКП(б), обраний з'їздом:
1. Алексєєва Ф.Я.
2. Амірханян Шаварш Меграбович
3. Антонов В.Г.
4. Антонов Петро Григорович
5. Афанасьєв Микола Панасович
6. Бармашова С.Ф.
7. Бауер Яків Янович
8. Бахтіна Євпраксія Яківна
9. Бєлєнький 3ахар Мойсейович
10. Богданов Іван Анфімович
11. Богданов Петро Богданович
12. Бор'ян Баграт Артемович
13. Булін Антон Степанович
14. Буссе Крістап Юргенович
15. Васильєв Степан Васильович
16. Вейнберг Гаврило Давидович
17. Вишнякова Параскевія Іванівна
18. Вікман Петро Михайлович
19. Вікснін Сіман Оттович
20. Вожжов А.А.
21. Галеєв Галі Галейович
22. Галушкін І.І.
23. Гальєва М.І.
24. Герасимов Олексій Григорович
25. Гольцман Абрам Зиновійович
26. Гончаров Микола Кузьмич
27. Горчаєв Михайло Дмитрович
28. Горшков Іван Іванович
29. Гречаний Василь Мойсейович
30. Григор'єва Мотрона Петрівна
31. Гроссман Володимир Якович
32. Грузель Вацлав Петрович
33. Грязєв Іван Якович
34. Грязєв О.М.
35. Гуревич Олександр Йосипович
36. Гусєв Сергій Іванович
37. Десов Георгій Олександрович
38. Дірік Крістап Янович
39. Долідзе Андрій Гігойович
40. Дюжев А.П.
41. Євреїнов Микола Миколайович
42. Єгоров Яків Георгійович
43. Єлизаров Василь Петрович
44. Єнукідзе Авель Сафронович
45. Жданов Георгій Михайлович
46. Завіцький Герман Михайлович
47. Загребельний Марко Нестерович
48. Зайцев Гаврило Максимович
49. Зайцев Григорій Андрійович
50. Зайцев Федір Іванович
51. Зангвіль 3иновій Григорович
52. Затонський Володимир Петрович
53. Землячка Розалія Самійлівна
54. Ільїн Никифор Ілліч
55. Каганович Михайло Мойсейович
56. Калашников Василь Степанович
57. Калашников Михайло Іванович
58. Калманович Мойсей Йосипович
59. Калнін Август Янович
60. Караваєв Петро Миколайович
61. Караєв Алі Гейдар Ага Керім огли
62. Карімов Абдулла Карімович
63. Карпов Віктор Зіновійович
64. Клинов Яків Ілліч
65. Клюєв Павло Миколайович
66. Кніга М.А.
67. Кобилін В.Н.
68. Ковальов Максим Іванович
69. Кожевников Іван Федорович
70. Козлов Сергій Кононович
71. Коковихін Михайло Миколайович
72. Колобов Н.Д.
73. Комісаров Сергій Іванович
74. Кондратьєв Дмитро Іванович
75. Кононенко В.П.
76. Копань Онисим Леонтійович
77. Коп'єв Андрій Костянтинович
78. Коростельов Георгій Олексійович
79. Коростельов Олександр Олексійович
80. Коротков Іван Іванович
81. Косарєв Олександр Васильович
82. Кривов Тимофій Степанович
83. Криленко Микола Васильович
84. Кузьмін П.К.
85. Кузьміна А.П.
86. Кулієв Кари Кулійович
87. Курпебаєв Джунус Курпебайович
88. Курський Дмитро Іванович
89. Кучменко Микола Осипович
90. Ладошин Георгій Іванович
91. Ларін Віталій Пилипович
92. Ларичев Олександр Іванович
93. Лебедєв Петро Миколайович
94. Лебідь Дмитро Захарович
95. Левітін Костянтин Пилипович
96. Лежава Андрій Матвійович
97. Ленгнік Фрідріх Вільгельмович
98. Лисицин Микола Васильович
99. Личев Іван Якимович
100. Локацков Михайло Павлович
101. Ляксуткін Федір Пилипович
102. Магер Максим Петрович
103. Мазуров С.С.
104. Майоров Михайло Мойсейович
105. Мальцев Микола Володимирович
106. Манжара Дмитро Іванович
107. Мартикян Сергій Миколайович
108. Мартинович Ксенофонт Пилипович
109. Махарадзе Пилип Ієсейович
110. Медведєв Тимофій Іванович
111. Мільчаков Олександр Іванович
112. Мілютин Володимир Павлович
113. Митрофанов Олексій Христофорович
114. Мойсеєва Н.Є.
115. Мокеєв Михайло Петрович
116. Мороз Григорій Семенович
117. Морозов Дмитро Георгійович
118. Муранов Матвій Костянтинович
119. Муценек Ян Янович
120. Назаретян Амаяк Маркарович
121. Назаров Степан Іванович
122. Насіров Хайдулла
123. Никаноров Антон Пилипович
124. Нікітін Іларіон Михайлович
125. Новосьолов Степан Андрійович
126. Орджонікідзе Григорій Костянтинович
127. Островський С.Ю.
128. Осьмов Микола Михайлович
129. Павлуновський Іван Петрович
130. Пастухов Михайло Дмитрович
131. Перекатов Іван Григорович
132. Петерс Яків Христофорович
133. Петров Ф.С.
134. Плешаков Михайло Георгійович
135. Подвойський Микола Ілліч
136. Позерн Борис Павлович
137. Покко Сильвестр Іванович
138. Полін Костянтин Минович
139. Радус-Зенькович Віктор Олексійович
140. Растопчин Микола Петрович
141. Реденс Станіслав Францевич
142. Рейнвальд Густав Оттович
143. Ривкін Оскар Львович
144. Розенгольц Аркадій Павлович
145. Розіт Давид Петрович
146. Розмирович Олена Федорівна
147. Ройзенман Борис Онисимович
148. Романов А.Р.
149. Савостін Дмитро Іванович
150. Сахарова Параскевія Федорівна
151. Сахьянова Марія Михайлівна
152. Семков Семен Мойсейович
153. Серганін Михайло Матвійович
154. Сергушов Михайло Сергійович
155. Сиротов Ф.Н.
156. Смідович Софія Миколаївна
157. Смородін Іван Трохимович
158. Сольц Арон Олександрович
159. Старанников Василь Петрович
160. Старостін Петро Іванович
161. Степований Я.М.
162. Стрельцов Георгій Михайлович
163. Студитов-Парфенов Петро Іванович
164. Стен Ян Ернестович
165. Стуруа Іван Федорович
166. Тальберг Петро Янович
167. Терехов Роман Якович
168. Тищенко С.Г.
169. Триліссер Меєр Абрамович
170. Трушечкін В.А.
171. Ульянова Марія Іллівна
172. Фабриціус Ян Фріцович
173. Фатєєв Н.А.
174. Фектер Андрій Якович
175. Фігатнер Юрій Петрович
176. Філлер Самуїл Йонович
177. Хасман Соломон Абрамович
178. Цвєтков Микола Георгійович
179. Цилько Федір Андрійович
180. Шацкін Лазар Абрамович
181. Швейцер Віра Лазарівна
182. Шеболдаєв Борис Петрович
183. Шкірич Микола Романович
184. Шкірятов Матвій Федорович
185. Шлок Ф.І.
186. Шотман Олександр Васильович
187. Штраух Енгельберт Мадісович
188. Шушков Петро Сергійович
189. Юносов Костянтин Андрійович
190. Юркін Олександр Олександрович
191. Юрцен Михайло Іванович
192. Яковлєв Олександр Іванович
193. Яковлєв Яків Аркадійович
194. Янсон Микола Михайлович
195. Ярославський Омелян Михайлович